# Свята Великої Британії
Свята у Великій Британії — це офіційно встановлені у Великій Британії святкові, пам'ятні дні.
На загальнонаціональному рівні у Великій Британії є вісім святкових днів у році, це ті дні в які британцям не потрібно йти на роботу. Це: Різдво, День подарунків, Новий Рік, Велика п'ятниця, Великодній понеділок, Травневий день, Spring Bank Holiday і Late Summer Bank Holiday. Термін «Bank Holiday» сягає 19-го століття, коли в 1871—1875 роках більшість з цих днів були святковими днями, тобто днями, коли банки повинні були бути зачинені. Дотримання цих днів більше не обмежується лише банками.
З переліку свят лише Різдво, День подарунків і Новий рік завжди випадають на одну календарну дату, тобто відповідно 25, 26 грудня та 1 січня. Якщо вони збігаються з суботою чи неділею, то наступний робочий день стає вихідним. Велика П'ятниця і Великодній понеділок залежать від Великодньої неділі, яка може випадати між 22 березня і 25 квітня. Інші три свята зазвичай припадають на понеділок певного тижня року. Так, Травневий день відзначається у перший понеділок травня, весняне свято - в останній понеділок травня, а пізньолітнє свято - в останній понеділок серпня. У певних випадках ці свята можуть бути перенесені на інший день.
Країни, що складають Сполучене Королівство, можуть мати інший перелік свят. Так, Англія і Вельс відзначають усі свята, згадані вище, у Шотландії додатковим святом є 2 січня (або наступний робочий день), Великодній понеділок не є законним святом, а пізньолітнє свято відзначається у перший понеділок серпня? 30 листопада як День св. Андрія не є обов'язковим святом. Північна Ірландія відзначає також два додаткових свята - День святого Патрика (17 березня) та День битви на річці Бойн (12 липня), з відповідним оголошенням наступного вихідного дня у разі випадіння їх на суботу або неділю.
В окремих випадках святковими також оголошуються інші дні. Переважно це пов'язано з подіями у житті королівської родини.
Окрім святкових днів, є й інші фестивалі, ювілеї та просто дні, на яких спостерігаються певні традиції, але, якщо вони не випадають у неділю, вони звичайні робочі дні.
| Прапор Великої Британії | Це незавершена стаття про Велику Британію. Ви можете допомогти проєкту, виправивши або дописавши її. |